# 제한성 폐질환
제한성 폐질환은 폐 확장을 제한하는 폐외, 흉막 또는 실질 호흡기 질환의 범주로, 폐 용적 감소, 호흡 작업 증가, 부적절한 환기 및 산소 공급을 초래한다. 폐 기능 검사는 강제 폐활량의 감소를 보여준다.
이 질환의 만성적 특성으로 인해 제한성 폐질환의 주요 증상은 진행성 운동성 호흡곤란이다. 급성 및 만성 사례의 경우 숨가쁨, 기침 및 호흡 부전이 보다 일반적인 징후 중 일부이다.

## 원인
제한적 폐 질환은 폐 실질에 내재적일 수도 있고 외재적일 수도 있는 특정 원인으로 인한 것일 수 있다.

### 내인성
- 특히 광산에서 먼지에 장기간 노출되어 발생하는 진폐증. 예를 들어, 석면폐증.
- 방사선 섬유증.
- 아미오다론, 블레오마이신, 메토트렉세이트와 같은 특정 약물.
- 류마티스 관절염과 같은 다른 질병의 결과로.
- 흡입된 입자에 대한 알레르기 반응으로 인한 과민성 폐렴.
- 심각한 질병이나 부상에 대한 반응으로 발생하는 심각한 폐 질환인 급성 호흡곤란 증후군(ARDS).
- 미숙아로 태어난 아기의 폐에 있는 계면활성제 결핍으로 인한 영아 호흡곤란 증후군 .
- 결핵[4]

제한성 폐질환의 많은 사례는 특발성이다.

### 외인성
- 척추 후만증, 새가슴, 오목가슴과 같은 상부 흉부의 오목가슴 육성 질환.[5]
- 하부 흉부/복부 용적을 제한하는 질병(예: 비만, 횡격막 탈장 또는 복수의 존재).[5]
- 흉막 비후.

## 병태 생리
정상적인 호흡 기능에서 공기는 상기도를 통해 기관지를 통해 폐실질(세기관지에서 폐포로 내려가는)으로 유입되며 여기서 이산화탄소와 산소의 가스 교환이 발생한다. 들숨 동안 폐는 팽창하여 공기가 폐로 흐르도록 하여 총 부피를 증가시킨다. 흡기 후에는 폐가 반동하여 공기를 폐 경로 밖으로 밀어내는 호기가 이어진다. 폐 순응도는 들숨과 날숨 동안 용적의 차이이다.
제한성 폐질환은 폐 용적 감소를 특징으로 하며, 따라서 폐실질의 변화와 같은 내인성 원인으로 인해 또는 흉벽, 흉막 또는 호흡기 근육. 일반적으로 내인성 원인은 간질성폐질환이나 폐섬유증과 같이 폐조직에 염증이나 흉터를 일으키는 폐실질질환이나 폐렴의 경우 폐포의 공기가 잔해나 삼출물과 같은 외부 물질로 채워지는 것이다. 폐 실질의 일부 질병이 진행됨에 따라 정상적인 폐 조직이 서서히 공기 주머니가 산재된 반흔 조직으로 대체될 수 있다. 이로 인해 벌집 모양의 폐 부분이 생길 수 있다. 외인성 원인은 위에서 언급한 시스템의 질병으로 인해 호흡 중 폐 용적의 변화를 생성하는 폐 능력에 영향을 미치는 질병으로 인해 폐 제한, 환기 기능 장애 및 심지어 호흡 부전을 초래한다.

## 진단
제한성 폐질환에서는 1초간 강제 호기량(FEV1)과 강제 폐활량(FVC)이 모두 감소하지만, FVC 감소가 FEV1보다 더 커서 FEV1/FVC 비율 이 80% 이상이다. 그러나 폐쇄성 폐질환에서는 FEV1/FVC가 0.7 미만으로 총 호기량과 비교할 때 FEV1이 상당히 감소했음을 나타낸다. 이는 FVC도 감소하지만 FEV1과 동일한 비율이 아님을 나타낸다.

## 관리
제한적 폐질환에 대한 의학적 치료는 일반적으로 내인성 및 외인성 원인이 폐 순응도에 돌이킬 수 없는 영향을 미칠 수 있기 때문에 지지 요법으로 제한된다. 지지 요법은 산소 요법, 기관지 확장제, 흡입 베타 아드레날린 작용제 및 이뇨제를 통해 폐 기능을 최대화하고 활동 내성을 유지하는 데 중점을 둔다. 제한성 폐 질환에 대한 효과적인 치료법이 없기 때문에 예방이 중요하다.

## 같이 보기
- 만성 폐쇄성 폐질환
- 폐쇄성 폐질환